# Fosforibosilglicinammide formiltransferasi
La fosforibosilglicinammide formiltransferasi è un enzima appartenente alla classe delle transferasi, che catalizza la seguente reazione:
10-formiltetraidrofolato + N1-(5-fosfo-D-ribosil)glicinammide ⇄ tetraidrofolato + N2-formil-N1-(5-fosfo-D-ribosil)glicinammide